# Wilbrand von Käfernburg
Wilbrand von Kevernburg, né vers 1180 et mort le 5 avril 1253), est archevêque de Magdebourg de 1235 jusqu'à sa mort.

## Biographie
Issu de la noblesse thuringienne, membre de la noble famille de Kevernburg (ou Käfernburg), il est le fils de Günther II (mort en 1197), comte de Schwarzbourg, le dernier descendant masculin de son deuxième mariage avec Adélaïde, fille du comte Wilbrand Ier de Loccum-Hallermund.
Wilbrand est mentionné pour la première fois en août 1209 comme prévôt de l'église Saint-Nicolas de Magdebourg et comme chanoine de la cathédrale de la ville. En 1212, il devient prévôt de Bibra et est de 1212 à 1226 comme sous-diacre papal. Grâce à la médiation de son demi-frère, l'archevêque Albert de Käfernburg, il devient prévôt de la cathédrale de Magdebourg en 1225.
Après la mort d'Albert le 15 octobre 1232, le chapitre de la cathédrale élit Burchard de Woldenberg (de) comme son successeur fin décembre 1232, alors que Wilbrand fût prédestiné. Après la mort de Burchard, il est élu son successeur le 31 mai 1235 et ordonné à la fin de l'année.
En mars 1236, Wilbrand donne aux citoyens de Magdebourg deux acres de terre près du Krökentor (de) à leur demande.
Wilbrand entretient de bonnes relations avec l'Empereur. La relation avec le pape, en revanche, est particulièrement perturbée après l'excommunication de l'empereur Frédéric II par le pape Grégoire IX en 1239. La loyauté de Wilbrand envers l'empereur est une provocation, qui est contrée par le successeur de Grégoire, Innocent IV, avec plusieurs menaces d'anathèmes. En 1245, Innocent IV charge l'archevêque de Mayence Siegfried III von Eppstein de consacrer l'élu de Naumbourg comme son métropolite, en raison de l'excommunication de l'archevêque Wilbrand de Magdebourg.
Wilbrand se bat avec les Ascaniens Jean Ier et Othon III au sujet des villes de Köpenick et Mittenwalde, devenus des propriétés de Henri III de Misnie. Les guerres de Teltow et de Magdebourg (de) éclatent de 1239 à 1245. Après la victoire des Ascaniens en 1245, la quasi-totalité du plateau de Teltow et du plateau de Barnim appartient en permanence à la marche de Brandebourg. Wilbrand peut alors joindre le pays de Lebus à l'archevêché de Magdebourg.
En 1253 (avant le 5 avril), il acquiert quatre autres sabots de terre pour la ferme de l'abbaye Sainte-Agnès de Magdebourg (de).
Wilbrand von Käfernburg est enterré dans la cathédrale de Magdebourg.

## Source de traduction
1. ↑  Dictionnaire d'histoire et de géographie ecclésiastiques, vol. 1, Letouzey et Ané, 1912, 1744 p. (lire en ligne), p. 1527-1528

- (de) Cet article est partiellement ou en totalité issu de l’article de Wikipédia en allemand intitulé « Wilbrand von Käfernburg » (voir la liste des auteurs).